# She Came Home for Christmas
She Came Home for Christmas (укр. Вона повернулася на Різдво) - другий сингл датського рок-гурту Mew. Сингл був випущений у 1997 році та входить до дебютного альбому гурту A Triumph for Man. Також пісню було перезаписано у 2003 році та включено до альбому Frengers. Пісня посіла 55 місце у UK Singles Chart.

## Відеокліп
Відео було відзнято у 2003 році. На початку показано сцену та "добру" фею, що з'явилася на ній. Трохи згодом з'являється чоловік у костюмі ведмедя, який починає танцювати з дівчиною. У середині відео з'являється "зла" фея з чарівним м'ячем у руці, яким вона потім вбиває ведмедя. Після цього на сцені починають рости рослини, і "зла" фея перетворюється на дерево. Весь цей час події на сцені переплітаються з грою гурту, які грають на фоні падаючого снігу. Наприкінці відео показано дівчинку з іграшковим ведмедиком, якого вона отримала на Різдво.